# Hans Gerber (Fotograf)

Photoreporter Hans Gerber, Originaltitel: Die Augen der Welt = Photoreporter, zirka 1952,
Comet Photo, Bildarchiv ETH

Hans Gerber (geboren 25. Juli 1917 in Solothurn; gestorben 9. November 2009 in Zürich) war ein Schweizer Fotograf. Zusammen mit Björn Erik Lindroos und Jack Metzger gründete er 1952 die Bildagentur Comet Photo AG.

## Leben
Hans Gerber absolvierte von 1933 bis 1935 bei Hermann König in Solothurn eine Fotografenlehre und besuchte 1935/36 die Deutsche Schule für Optik und Phototechnik in Berlin. Gerber arbeitete als Fotograf im Tourismus im Berner Oberland. Ab 1941 war er tätig für die Agentur Photopress, bevor er 1952 als Gründungsmitglied der Bildagentur Comet Photo AG zeichnete. Ab Anfang der 1970er Jahre arbeitete er wieder als freischaffender Fotograf.

## Fotografien
Porträts

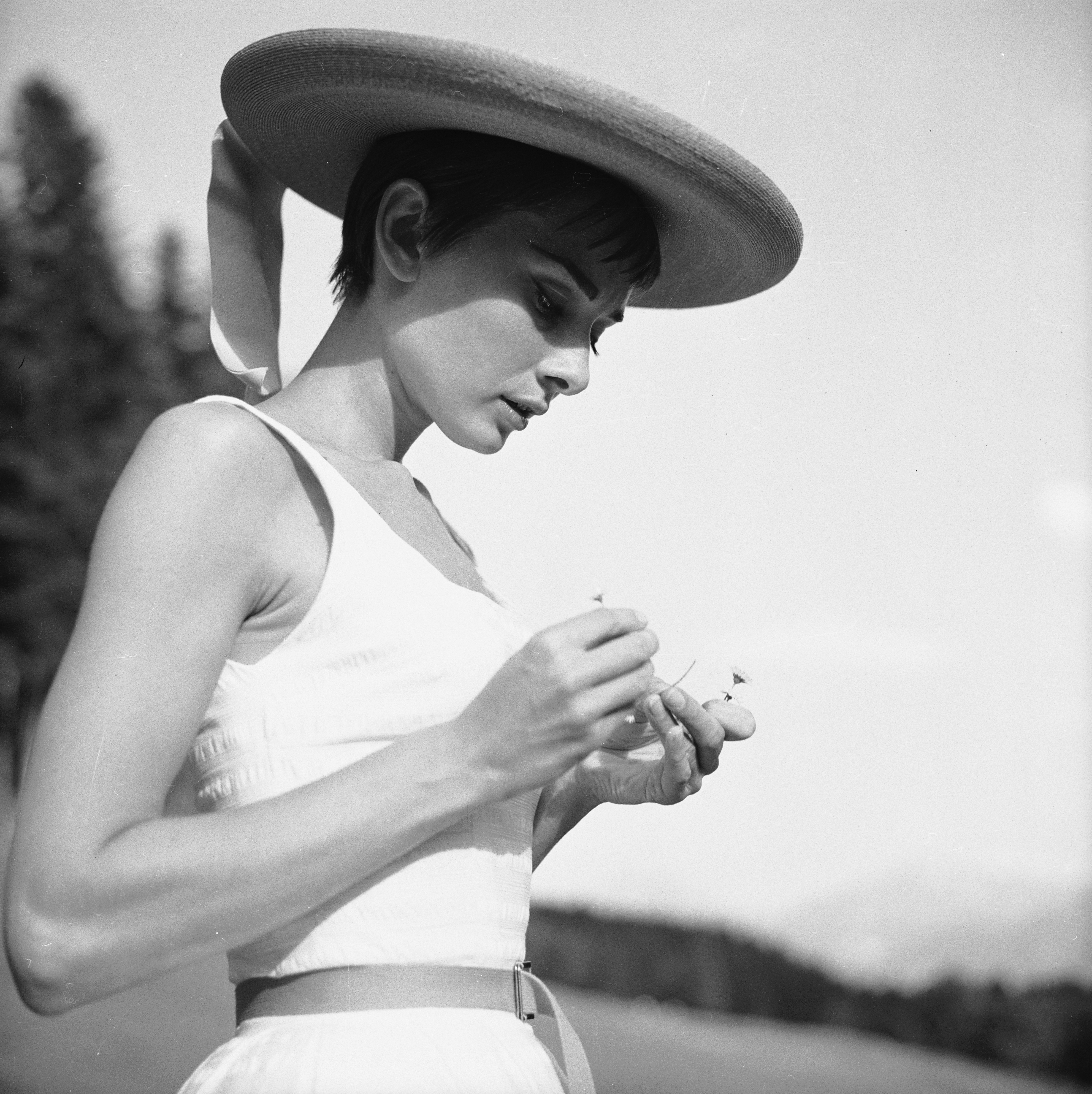
Audrey Hepburn auf dem Bürgenstock, 1954
Max Frisch, 1955
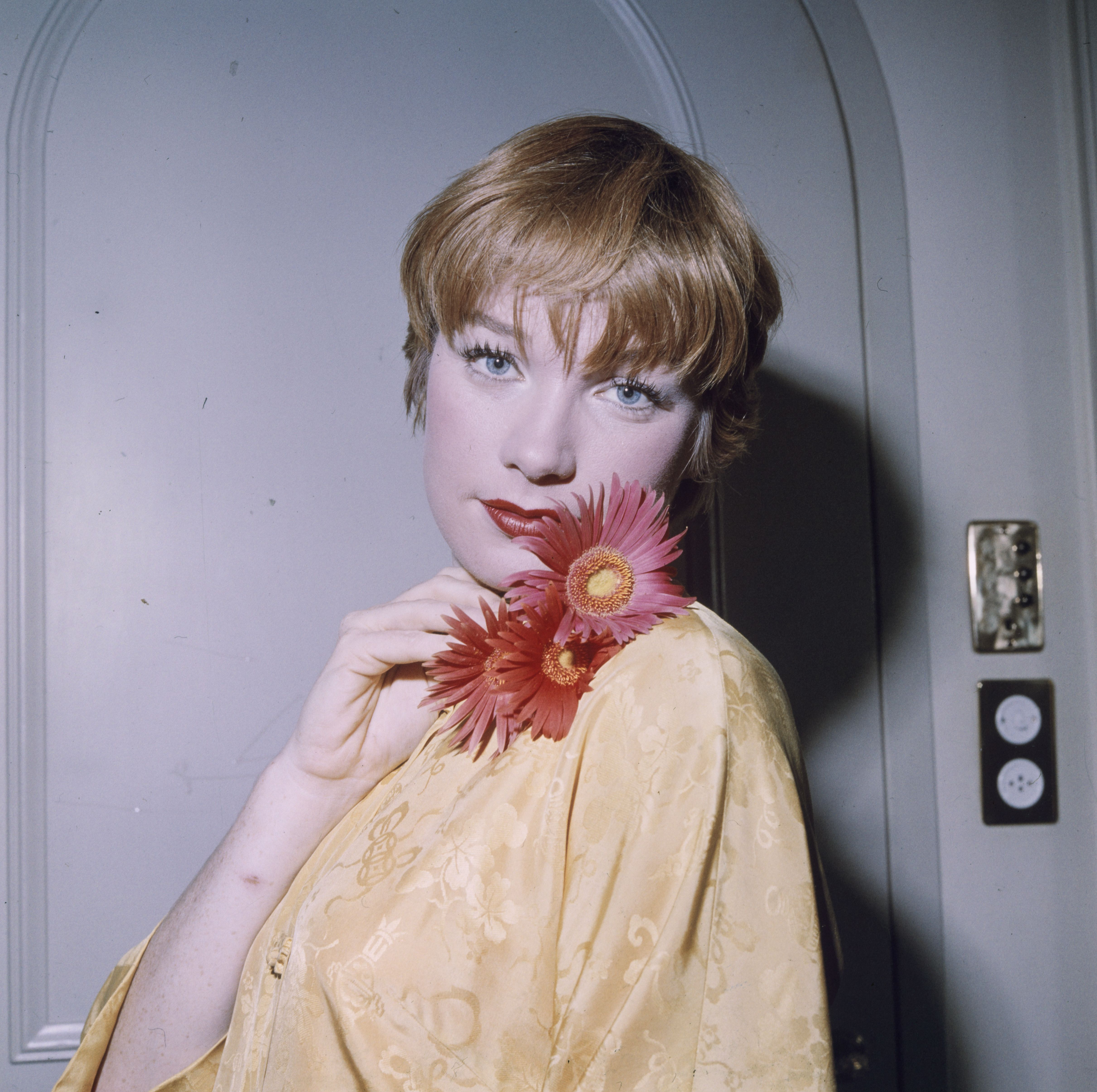
Shirley MacLaine, 1960
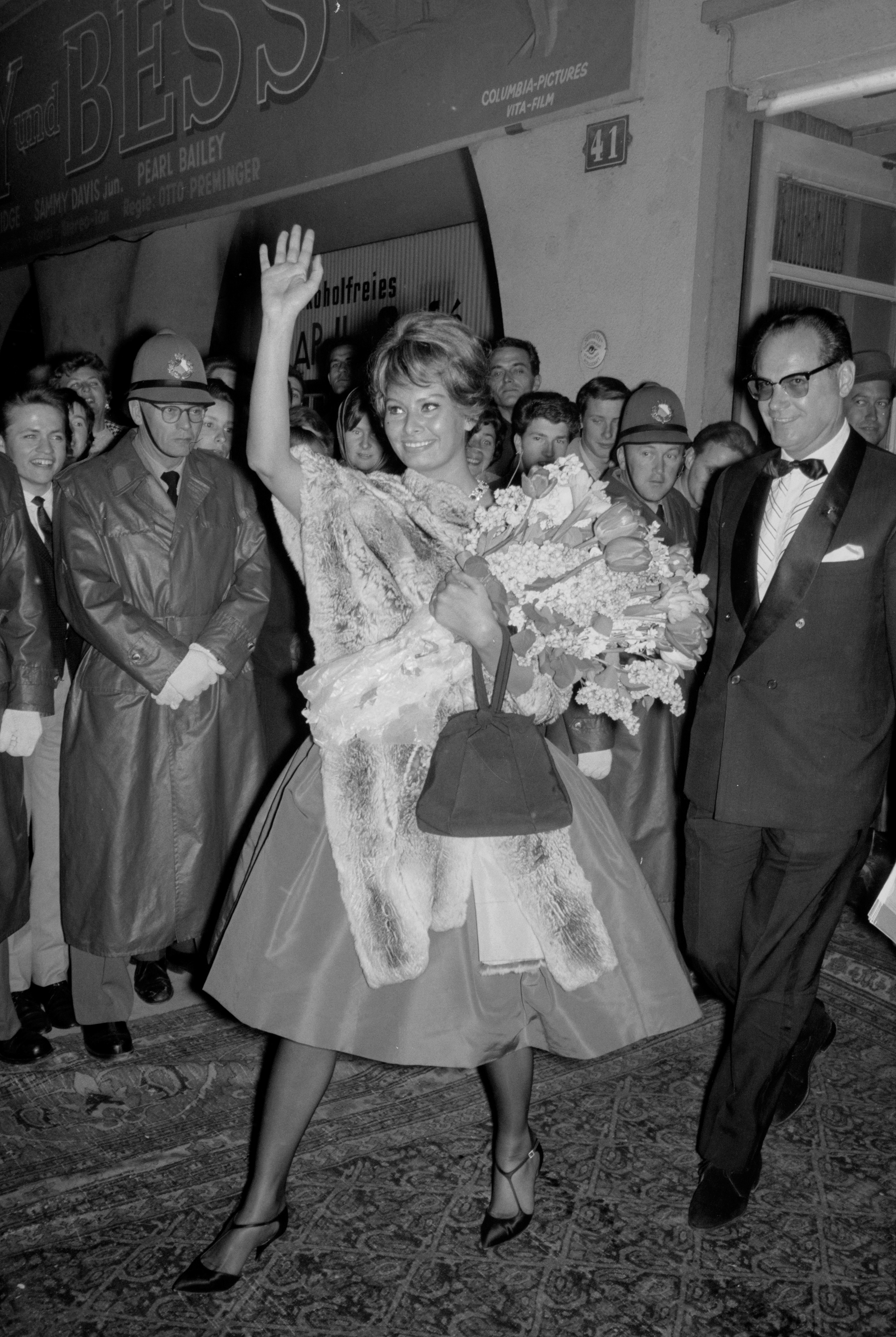
Sophia Loren und Anton Eric Scotoni, Première von «Porgy and Bess» im Apollo Cinerama, 27. April 1960
Standfoto mit Liselotte Pulver im Film  Kohlhiesels Töchter, 1962
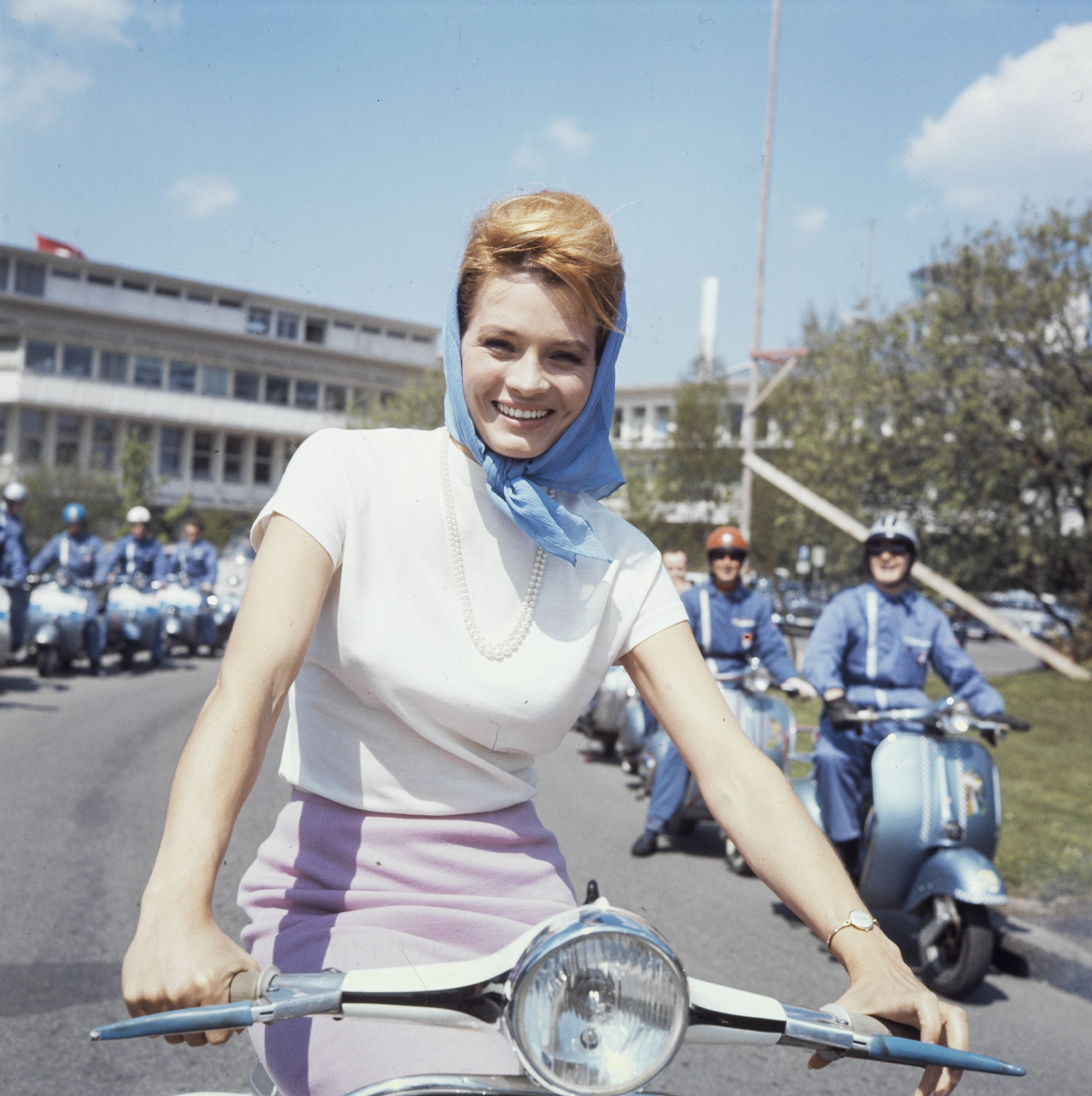
Angie Dickinson, 1962
Duke Ellington, 1964
Liselotte Pulver und Paul Hubschmid, Hauptdarsteller im Film «Follow Me», Piloten-Nachwuchs-Förderungsfilm für die Swissair, 1967
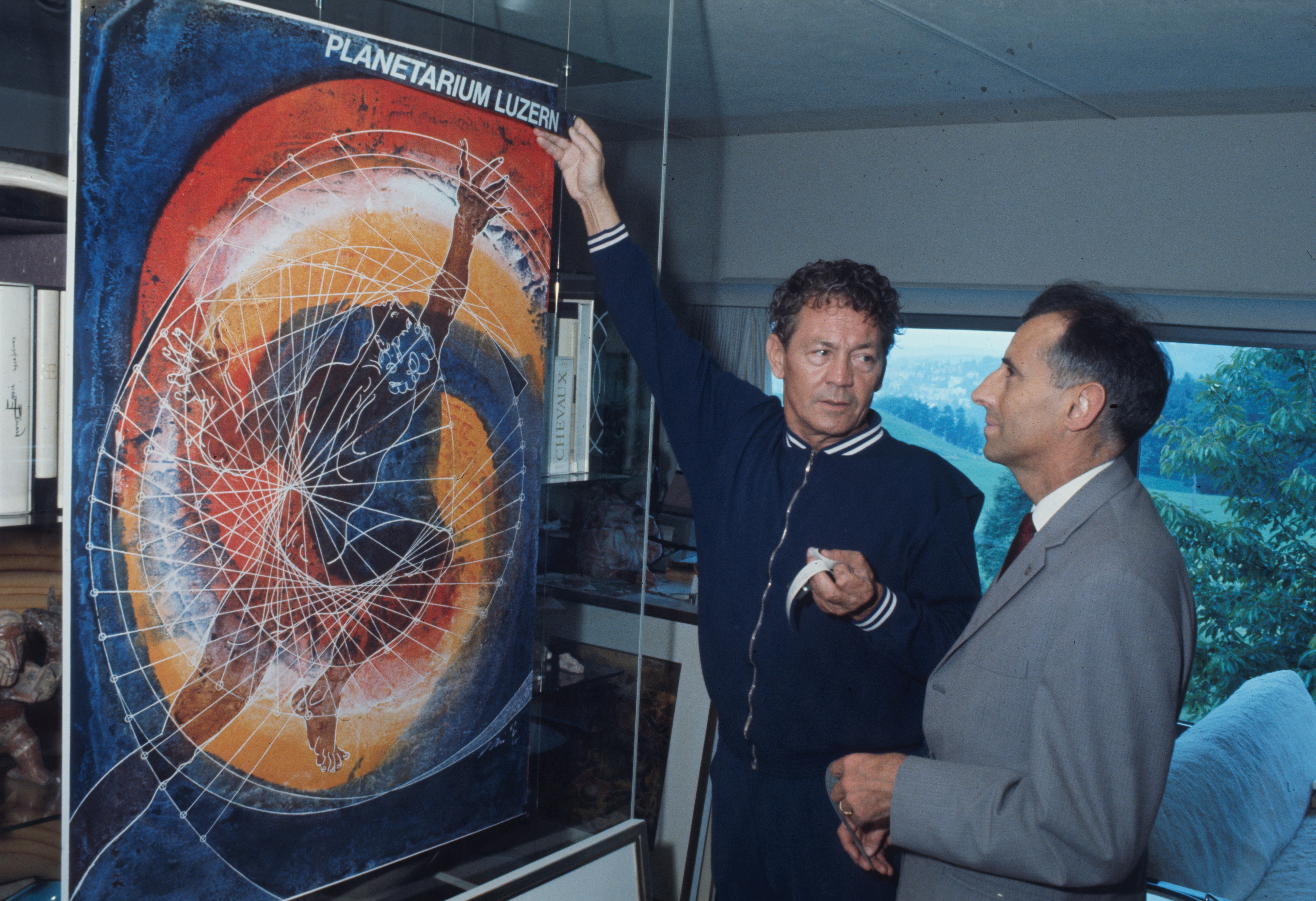
Plakat für das Verkehrshaus Luzern, Hans Erni mit Direktor Alfred Waldis, 1969
Zarli Carigiet als Wilhelm Tell mit Sohn, 1970

## Reportagen (Auswahl)
- Algerien (1955)
- Griechenland (1955)
- Jordanien (1956)
- Alaska (1958)
- Orient (1958)
- Österreich (1960)
- Skandinavien (1961)
- Libanon (1966)
- Moskau (1966)
- Italien (1967)
- Japan (1970)
- Rumänien (1970)

Orient-Reise 1958
Meharisten, El Oued, 1955
Kinderheim der UNICEF im Überschwemmungsgebiet in Rumänien, 1970

## Bildbeiträge (Auswahl)
- Bischöfliches Ordinariat und Katholischer Administrationsrat St. Gallen (Hrsg.): Sankt-Gallus-Gedenkbuch. Zur Erinnerung an die 1300-Jahr-Feier vom Tode des heiligen Gallus am 16. Oktober 1951.  Verlag der Kathol. Administration, St. Gallen 1952.
- Kunstmuseum Solothurn (Hrsg.): Ingeborg Lüscher. Solothurn 1982.
- Heinz Horat: Flühli-Glas. P. Haupt, Bern 1986.
- Robert Stoll, Hans Gerber (Fotos): Georg Malin Skulpturen. Benteli, Bern 1987, ISBN 3-7165-0576-5.
- Werner Bosshard, Beat Jung: Die Zuschauer der Schweizer Fussballnationalmannschaft. Limmat, Zürich 2008.
- Georg Kreis: Fotomosaik Schweiz. Das Archiv der Pressebildagentur Comet Photo AG (= Bilderwelten. No. 5). Scheidegger & Spiess, Zürich 2015.

## Gruppenausstellungen
- 1955: Photographie als Ausdruck, Helmhaus, Zürich
- 1990: Üdiker-Huus 1980, Uitikon
- 1998: Seitenblicke. Die Schweiz 1848 bis 1998 – eine Photochronik, Forum der Schweizer Geschichte, Schwyz
- 2016: Der Traum von Amerika. 50er Jahre-Bauten in den Alpen, Nidwaldner Museum, Stans